# رامون زنهویسرن

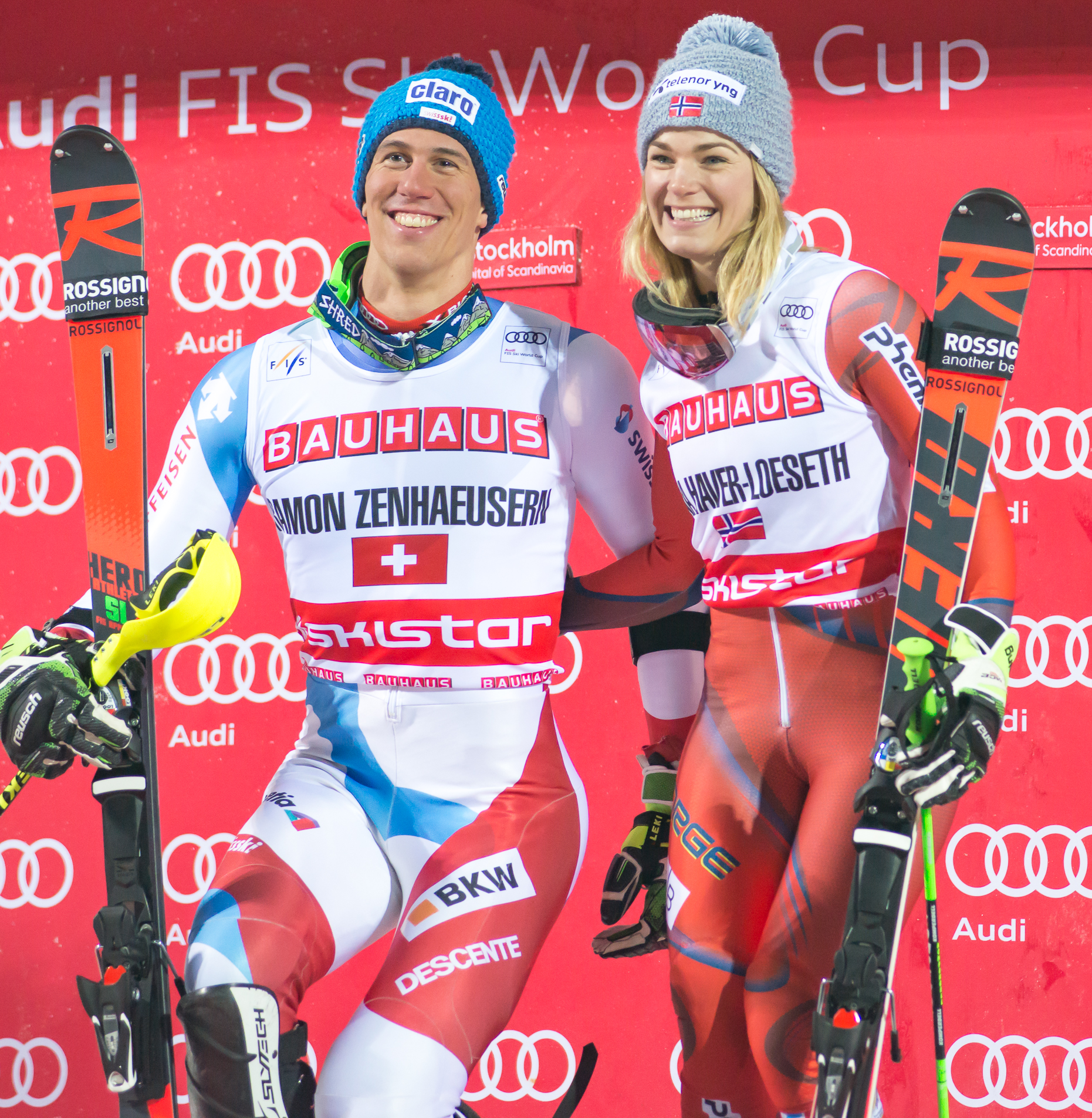
برندگان اسلالوم موازی در استکهلم در سال ۲۰۱۸، رامون و نینا لوزس

رامون زنهویسرن (انگلیسی: Ramon Zenhäusern؛ زادهٔ ۴ مهٔ ۱۹۹۲) اسکی‌باز آلپاین اهل سوئیس است.